# Kanzlei- und Wohnhaus Loschwitzer Straße 38

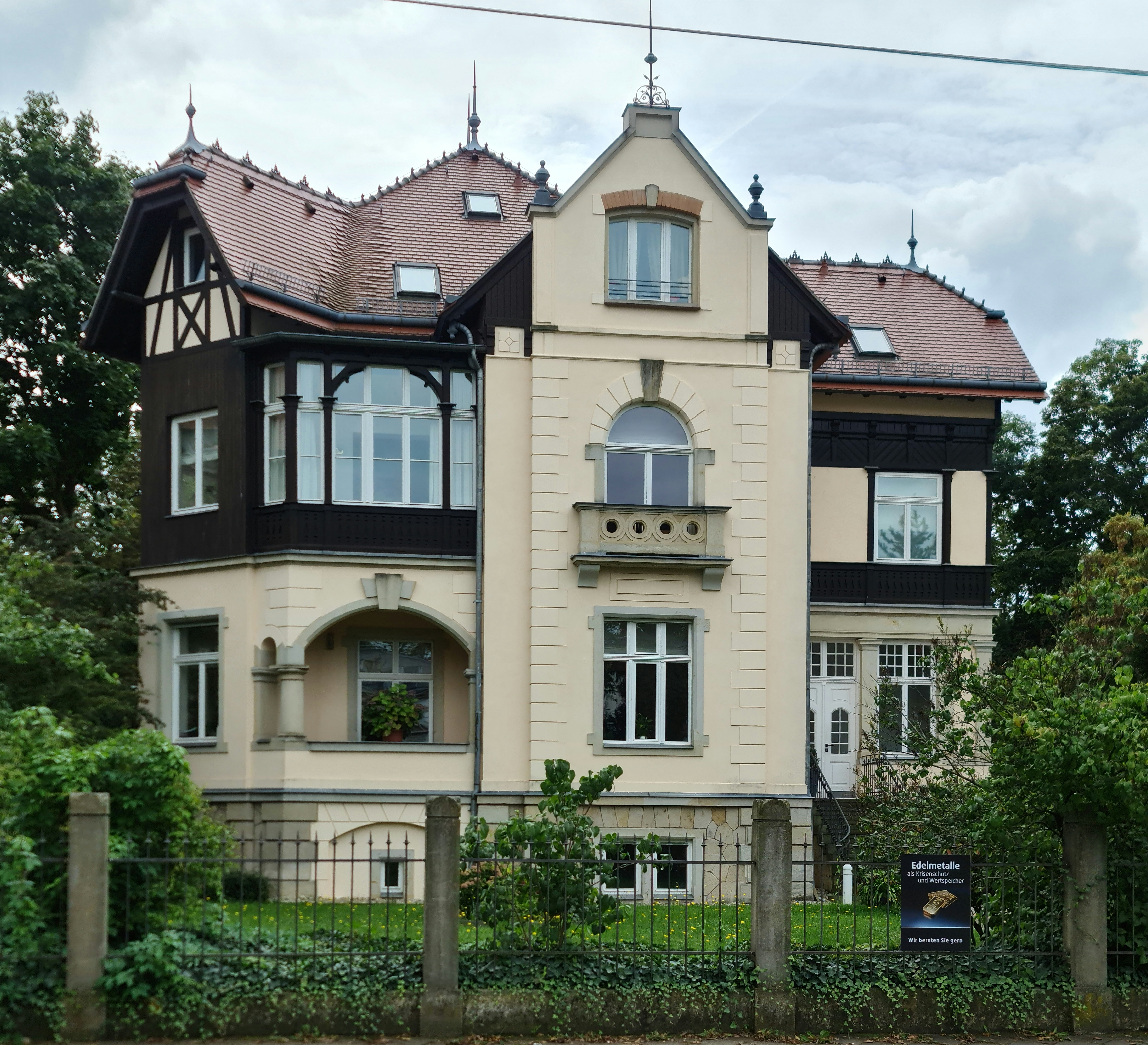
Villa Loschwitzer Straße 38

Das Kanzlei- und Wohnhaus Loschwitzer Straße 38 in Dresden-Blasewitz ist ein Gebäudekomplex bestehend aus einer denkmalgeschützten Villa und einem geometrisch-kubischen Neubau, der als Variante der klassischen Moderne errichtet worden ist. Die Kombination aus Altbau an der Straßenseite und Neubau im rückwärtigen Teil des Gartens ergibt nach Ansicht der Architekturkritikerin Ingeborg Flagge „über den Gartenraum hinweg […] eine spannungsvolle Kommunikation“. Es gilt als Beispiel für modernes Bauen in Dresden.

## Beschreibung
Die denkmalgeschützte Villa steht inmitten der Villenkolonie in Dresden-Blasewitz und wurde in der zweiten Hälfte des 19. Jahrhunderts in der Loschwitzer Straße errichtet. Der Altbau wurde nach denkmalpflegerischen Gesichtspunkten restauriert und in seinen ursprünglichen Zustand zurückversetzt.
Der Bauherr beauftragte das Ingenieurbüro Michael Weiss und Partner aus Aachen, im hinteren Teil des Gartens einen modernen, kubischen Pavillon zu errichten. Dieser „setzt einen Kontrapunkt“ inmitten der historischen Umgebung. Sein äußeres Erscheinungsbild ist ein „strahlende[s] Weiß und sehr strenge Form“. Der Pavillon ist von der „transformierte[n] klassische[n] Moderne“ geprägt und hat eine „kubische Gebäudeform“, die teilweise aufgebrochen ist.